# ハチポ
ハチポは、東京都八王子市からの支援を受け運営する地域ポータルサイトの名称である。

## ハチポの意味と団体について
- ハチポは、「八王子のポータルサイト」の略で、八王子市のICTプラン（八王子市地域情報化計画）の一環として、saveproject（任意団体）が八王子市からの支援を受け運営する地域ポータルサイトである。初めは東京工科大学の学生が運営していたが、その後八王子市に寄付され、現在の形態となっている。

## 沿革
- 2007年10月 東京工科大学メディア学部平本研究室の学生らが「利用者・時間・場所に制約を受けない電子ネットワーク上に設ける仕組みを構築することで、八王子における街作りに貢献したい」との考えから、同WEBサイトの運用を開始する。
- 2008年6月 同WEBサイトが八王子市に寄贈される。同時に、運営団体の公募が行われる。後に、社会企業家やNPOのインタビュー活動を行っている任意団体「セーブ・プロジェクト」がこのサイトを運営することとなる。
- 2008年10月15日 任意団体「セーブ・プロジェクト」が、このWEBサイトを八王子に関する情報を扱う地域ポータルサイトとして、「Hachipo（ハチポ）」として運用を開始。現在に至る。

## ミッション
- 「八王子市民に役立つ情報を八王子市民が発信する仕組みを創ること」であり、「八王子発！市民が創るWEBサイト」をキャッチフレーズに、町会自治会、趣味の市民団体、公益的な市民団体、観光、産業振興、雇用促進、学校、企業など、様々な分野に関連する情報を広く発信していく。

## WEBサイトの内容
以下の2つから成っている。
- 「電子広場」:八王子市地域の住民が情報や意見を交換する場。
- 「電子ギャラリー」:八王子市内の観光情報・店舗紹介、ユーザーの投稿写真等を扱う。

## 余談
- 当サイトの名称が「ハチポ」ということが起因して、2011年、「ベスト犬 ハチポ」というマスコット・キャラクターを持つ長野県の民放テレビ局、長野放送(NBS)(フジテレビ系列)のホームページ「ハチポワールド」内にあった「ハチポブログ」(現在はない)の同年2月16日付にて、この八王子市のハチポが紹介されていた。ちなみに「ベスト犬 ハチポ」は、NBSから2006年7月1日にデビューしている。